# Liga Mundial de waterpolo femenino 2016
La Liga Mundial de waterpolo femenino 2016 es una competición de selecciones nacionales que se disputa entre noviembre de 2015 y junio de 2016. Después de una ronda preliminar, ocho equipos se clasifican para disputar el torneo final, llamado Superfinal, en Shanghái, China del 7 al 12 de junio de 2016.
En la Liga Mundial hay reglas específicas que no permiten los empates en los partidos,  ya que en caso de terminar un partido empatado, se decidirá el vencedor tras los lanzamientos de penaltis. La cantidad de puntos otorgados tras cada partido es:
- Victoria en el tiempo reglamentario - 3 puntos
- Victoria tras la tanda de penaltis - 2 puntos
- Derrota tras la tanda de penaltis - 1 punto
- Derrota en el tiempo reglamentario - 0 puntos

## Europa

### Ronda preliminar
La ronda peeliminar europea consiste en dos grupos de cuatro equipos. Tres equipos se clasifican a la Super Final, el ganador de cada grupo y el segundo con mejor puntuación

#### Grupo A
| Pos. | Equipo       | PJ | PG | PP | PF | PC | +/- | Puntos |
| ---- | ------------ | -- | -- | -- | -- | -- | --- | ------ |
| 1.   | Italia       | 6  | 4  | 2  | 75 | 55 | +20 | 13     |
| 2.   | Países Bajos | 6  | 4  | 2  | 62 | 56 | +6  | 12     |
| 3.   | Hungría      | 6  | 4  | 2  | 63 | 52 | +11 | 11     |
| 4.   | Francia      | 6  | 0  | 6  | 35 | 72 | -37 | 0      |

- Resultados

| Fecha      | Partido      | Partido | Partido      | Resultado |
| ---------- | ------------ | ------- | ------------ | --------- |
| 22/10/2015 | Países Bajos | -       | Italia       | 11-10     |
| 27/10/2015 | Países Bajos | -       | Francia      | 12-7      |
| 27/10/2015 | Hungría      | -       | Italia       | 17-15     |
| 24/11/2015 | Hungría      | -       | Países Bajos | 7-10      |
| 24/11/2015 | Italia       | -       | Francia      | 15-5      |
| 08/12/2015 | Francia      | -       | Hungría      | 9-18      |
| 23/02/2016 | Francia      | -       | Países Bajos | 8-12      |
| 23/02/2016 | Italia       | -       | Hungría      | 10-7      |
| 12/04/2016 | Países Bajos | -       | Hungría      | 7-9       |
| 12/04/2016 | Francia      | -       | Italia       | 5-10      |
| 03/05/2016 | Hungría      | -       | Francia      | 5-1       |
| 03/05/2016 | Italia       | -       | Países Bajos | 15-10     |

#### Grupo B
| Pos. | Equipo   | PJ | PG | PP | PF  | PC  | +/- | Puntos |
| ---- | -------- | -- | -- | -- | --- | --- | --- | ------ |
| 1.   | España   | 6  | 5  | 1  | 100 | 58  | +42 | 14     |
| 2.   | Rusia    | 6  | 4  | 2  | 85  | 68  | +17 | 12     |
| 3.   | Grecia   | 6  | 3  | 3  | 90  | 57  | +33 | 10     |
| 4.   | Alemania | 6  | 1  | 5  | 34  | 126 | -92 | 0      |

- Resultados

| Fecha      | Partido  | Partido | Partido  | Resultado               |
| ---------- | -------- | ------- | -------- | ----------------------- |
| 27/10/2015 | Rusia    | -       | Alemania | 19-8                    |
| 27/10/2015 | Grecia   | -       | España   | 10-10 (6-7 en penaltis) |
| 24/11/2015 | Rusia    | -       | Grecia   | 12-7                    |
| 24/11/2015 | Alemania | -       | España   | 8-20                    |
| 08/12/2015 | España   | -       | Rusia    | 16-9                    |
| 08/12/2015 | Grecia   | -       | Alemania | 21-1                    |
| 23/02/2016 | Alemania | -       | Rusia    | 10-22                   |
| 01/03/2016 | España   | -       | Grecia   | 13-9                    |
| 12/04/2016 | Grecia   | -       | Rusia    | 15-9                    |
| 12/04/2016 | España   | -       | Alemania | 21-2                    |
| 03/05/2016 | Alemania | -       | Grecia   | 5-23                    |
| 03/05/2016 | Rusia    | -       | España   | 14-13                   |

## Torneo de calificación intercontinental

### Ronda preliminar
| Pos. | Equipo         | PJ | PG | PP | PF | PC | +/- | Puntos |
| ---- | -------------- | -- | -- | -- | -- | -- | --- | ------ |
| 1.   | Estados Unidos | 5  | 5  | 0  | 77 | 18 | +59 | 15     |
| 2.   | Australia      | 5  | 4  | 1  | 69 | 27 | +42 | 12     |
| 3.   | Canadá         | 5  | 2  | 2  | 54 | 56 | -2  | 9      |
| 4.   | China          | 5  | 2  | 3  | 50 | 57 | -7  | 6      |
| 5.   | Brasil         | 5  | 1  | 4  | 28 | 64 | -36 | 3      |
| 6.   | Japón          | 5  | 0  | 5  | 28 | 84 | -56 | 0      |

- Resultados

| Fecha      | Partido        | Partido | Partido        | Resultado |
| ---------- | -------------- | ------- | -------------- | --------- |
| 16/02/2016 | Australia      | -       | China          | 2-10      |
| 16/02/2016 | Brasil         | -       | Estados Unidos | 2-17      |
| 16/02/2016 | Japón          | -       | Canadá         | 10-19     |
| 17/02/2016 | Canadá         | -       | Australia      | 2-11      |
| 17/02/2016 | Brasil         | -       | Japón          | 10-7      |
| 17/02/2016 | Estados Unidos | -       | China          | 19-5      |
| 18/02/2016 | China          | -       | Canadá         | 14-15     |
| 18/02/2016 | Japón          | -       | Estados Unidos | 2-19      |
| 18/02/2016 | Australia      | -       | Brasil         | 15-3      |
| 19/02/2016 | Brasil         | -       | China          | 6-11      |
| 19/02/2016 | Japón          | -       | Australia      | 4-26      |
| 19/02/2016 | Estados Unidos | -       | Canadá         | 14-4      |
| 20/02/2016 | China          | -       | Japón          | 10-5      |
| 20/02/2016 | Brasil         | -       | Canadá         | 7-14      |
| 20/02/2016 | Australia      | -       | Estados Unidos | 5-8       |

### 5.º puesto
| Fecha      | Partido | Partido | Partido | Resultado |
| ---------- | ------- | ------- | ------- | --------- |
| 21/02/2016 | Brasil  | -       | Japón   | 9-8       |

### 3.º puesto
| Fecha      | Partido | Partido | Partido | Resultado |
| ---------- | ------- | ------- | ------- | --------- |
| 21/02/2016 | Canadá  | -       | China   | 6-10      |

### final
| Fecha      | Partido        | Partido | Partido   | Resultado |
| ---------- | -------------- | ------- | --------- | --------- |
| 21/02/2016 | Estados Unidos | -       | Australia | 6-5       |

## Super Final
En la Super Final los ocho equipos clasificados son divididos en dos grupos de cuatro equipos. Se disputó en Shanghái, China del 7 al 12 de junio de 2016.

### Equipos clasificados
| África | América                      | Asia                | Europa              | Oceanía   |
| ------ | ---------------------------- | ------------------- | ------------------- | --------- |
| —      | Brasil Canadá Estados Unidos | China (Organizador) | Italia Rusia España | Australia |

### Grupo A
| Pos. | Equipo    | PJ | PG | PP | PF | PC | +/- | Puntos |
| ---- | --------- | -- | -- | -- | -- | -- | --- | ------ |
| 1.   | Australia | 3  | 3  | 0  | 34 | 20 | +14 | 9      |
| 2.   | China     | 3  | 2  | 1  | 20 | 25 | -5  | 6      |
| 3.   | Italia    | 3  | 1  | 2  | 23 | 29 | -6  | 3      |
| 4.   | Rusia     | 3  | 0  | 3  | 26 | 29 | -3  | 0      |

- Resultados

| Fecha      | Partido   | Partido | Partido   | Resultado |
| ---------- | --------- | ------- | --------- | --------- |
| 07/06/2016 | Australia | -       | Rusia     | 11-10     |
| 07/06/2016 | Italia    | -       | China     | 7-8       |
| 08/06/2016 | Italia    | -       | Rusia     | 9-8       |
| 08/06/2016 | Australia | -       | China     | 10-3      |
| 09/06/2016 | Italia    | -       | Australia | 7-13      |
| 09/06/2016 | China     | -       | Rusia     | 9-8       |

### Grupo B
| Pos. | Equipo         | PJ | PG | PP | PF | PC | +/- | Puntos |
| ---- | -------------- | -- | -- | -- | -- | -- | --- | ------ |
| 1.   | Estados Unidos | 3  | 3  | 0  | 43 | 20 | +23 | 9      |
| 2.   | España         | 3  | 2  | 1  | 36 | 30 | +6  | 6      |
| 3.   | Canadá         | 3  | 1  | 2  | 36 | 31 | +5  | 3      |
| 4.   | Brasil         | 3  | 0  | 3  | 12 | 46 | -34 | 0      |

- Resultados

| Fecha      | Partido        | Partido | Partido        | Resultado |
| ---------- | -------------- | ------- | -------------- | --------- |
| 07/06/2016 | España         | -       | Canadá         | 16-12     |
| 07/06/2016 | Estados Unidos | -       | Brasil         | 20-2      |
| 08/06/2016 | España         | -       | Brasil         | 10-6      |
| 08/06/2016 | Estados Unidos | -       | Canadá         | 11-8      |
| 09/06/2016 | España         | -       | Estados Unidos | 10-12     |
| 09/06/2016 | Canadá         | -       | Brasil         | 16-4      |

### Eliminatorias
|  | Cuartos de final | Cuartos de final |                |        | Semifinales | Semifinales |           |                | Final        | Final       |  |
|  | 10 de junio      | 10 de junio      |                |        | 11 de junio | 11 de junio |           |                | 12 de junio  | 12 de junio |  |
|  |                  |                  |                |        |             |             |           |                |              |             |  |
|  |                  |                  |                |        |             |             |           |                |              |             |  |
|  | China            | 13               |                |        |             |             |           |                |              |             |  |
|  | China            | 13               |                |        |             |             |           |                |              |             |  |
|  | Canadá           | 8                |                |        |             |             |           |                |              |             |  |
|  | Canadá           | 8                |                | China  | 5           |             |           |                |              |             |  |
|  |                  |                  |                | China  | 5           |             |           |                |              |             |  |
|  |                  |                  | Estados Unidos | 11     |             |             |           |                |              |             |  |
|  | Rusia            | 7                | Estados Unidos | 11     |             |             |           |                |              |             |  |
|  | Rusia            | 7                |                |        |             |             |           |                |              |             |  |
|  | Estados Unidos   | 14               |                |        |             |             |           |                |              |             |  |
|  | Estados Unidos   | 14               |                |        |             |             |           | Estados Unidos | 13           |             |  |
|  |                  |                  |                |        |             |             |           | Estados Unidos | 13           |             |  |
|  |                  |                  | España         | 9      |             |             |           |                |              |             |  |
|  | Italia           | 5                | España         | 9      |             |             |           |                |              |             |  |
|  | Italia           | 5                |                |        |             |             |           |                |              |             |  |
|  | España           | 8                |                |        |             |             |           |                |              |             |  |
|  | España           | 8                |                | España | 10          |             |           | Tercer lugar   | Tercer lugar |             |  |
|  |                  |                  |                | España | 10          |             |           | Tercer lugar   | Tercer lugar |             |  |
|  |                  |                  | Australia      | 8      |             |             |           |                |              |             |  |
|  | Australia        | 11               | Australia      | 8      |             |             | Australia | 10             |              |             |  |
|  | Australia        | 11               |                |        |             |             | Australia | 10             |              |             |  |
|  | Brasil           | 2                |                |        |             |             |           |                | China        | 3           |  |
|  | Brasil           | 2                |                |        |             |             |           |                | China        | 3           |  |
|  |                  |                  |                |        |             |             |           |                |              |             |  |

5.º-8.º puesto
|  | Semifinales | Semifinales |        |       | Final        | Final        |  |
|  |             |             |        |       |              |              |  |
|  |             |             |        |       |              |              |  |
|  | Canadá      | 4           |        |       |              |              |  |
|  | Canadá      | 4           |        |       |              |              |  |
|  | Rusia       | 15          |        |       |              |              |  |
|  | Rusia       | 15          |        | Rusia | 8            |              |  |
|  |             |             |        | Rusia | 8            |              |  |
|  |             |             | Italia | 10    |              |              |  |
|  | Italia      | 7           | Italia | 10    |              |              |  |
|  | Italia      | 7           |        |       |              |              |  |
|  | Brasil      | 6           |        |       | Tercer lugar | Tercer lugar |  |
|  | Brasil      | 6           |        |       | Tercer lugar | Tercer lugar |  |
|  |             |             |        |       |              |              |  |
|  |             |             |        |       | Canadá       | 12           |  |
|  |             |             |        |       | Canadá       | 12           |  |
|  |             |             |        |       | Brasil       | 6            |  |
|  |             |             |        |       | Brasil       | 6            |  |
|  |             |             |        |       |              |              |  |

## Ranking Final
| 1. Estados Unidos |
| 2. España         |
| 3. Australia      |
| 4. China          |
| 5. Italia         |
| 6. Rusia          |
| 7. Canadá         |
| 8. Brasil         |